# Paso del Fuego y Fiestas de las Móndidas
El Paso del Fuego y Fiestas de las Móndidas, también conocidas como Fiestas de San Juan, es una celebración en honor a San Juan Bautista y la Virgen de la Peña que tiene lugar anualmente en la villa española de San Pedro Manrique en la Comunidad Autónoma de Castilla y León, provincia de Soria.
El Paso del Fuego es el acto más característico, celebrado en noche de San Juan. A medianoche, los sanpedranos, precedidos de tres toques de trompeta, cruzan descalzos, sin quemarse, un sendero de ascuas incandescentes dispuestas a modo de alfrombra. La tradición manda que los tres primeros mozos en pasar han de llevar a cuestas a las tres móndidas de las fiestas.

## Reconocimientos
En 1980 se declara Fiesta de Interés Turístico Nacional.
En 2005 se declara como bien de interés cultural las fiestas del «Paso del Fuego» y Fiestas de las «Móndidas», en San Pedro Manrique (Soria), como lugar de interés etnográfico, dentro de la categoría de sitio histórico.
El Paso del Fuego fue declarado fiesta de Interés Turístico Nacional en el año 2008.

## Descripción
De posible origen celtibérico. Se celebra la noche de San Juan, el 23 de junio, si bien está dedicado a la Virgen de la Peña, delante de cuya ermita se celebra este rito. Se hace una hoguera con madera de roble que arde hasta que quedan las ascuas que es extienden. Pasada la medianoche comienza el rito. Aparecen en el recinto las móndidas y las autoridades. Los pasadores inician la danza al toque de un clarín, pasando sobre las brasas con los pies descalzos. Parece ser que la fuerte pisada contra las ascuas hace cesar momentáneamente la combustión, quedando la planta del pie intacta. Algunos pasadores se ponen a la espalda a una o dos personas, lo que favorece la pisada. 

## Galería de imágenes

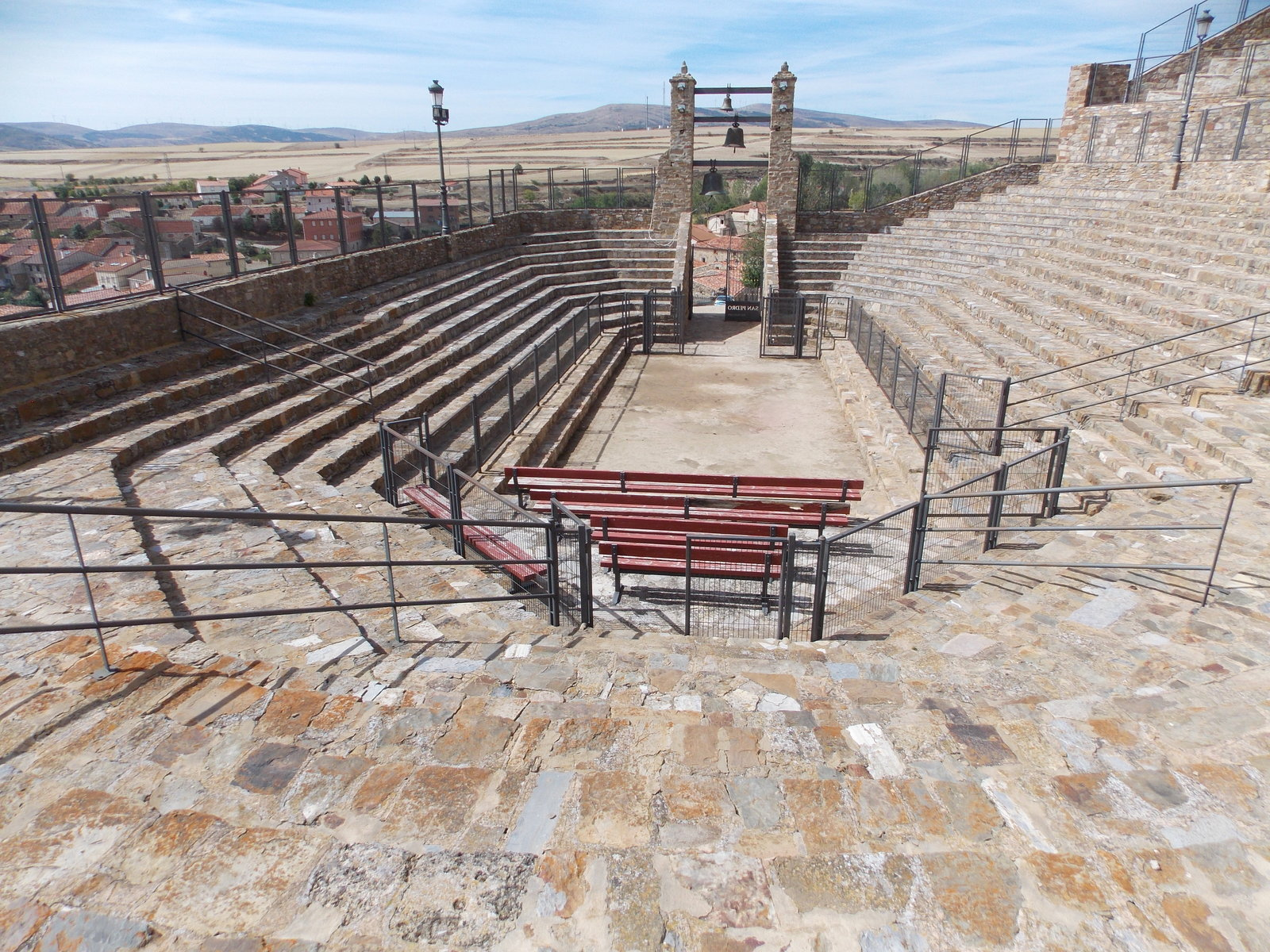
Recinto donde se realiza el paso del fuego.
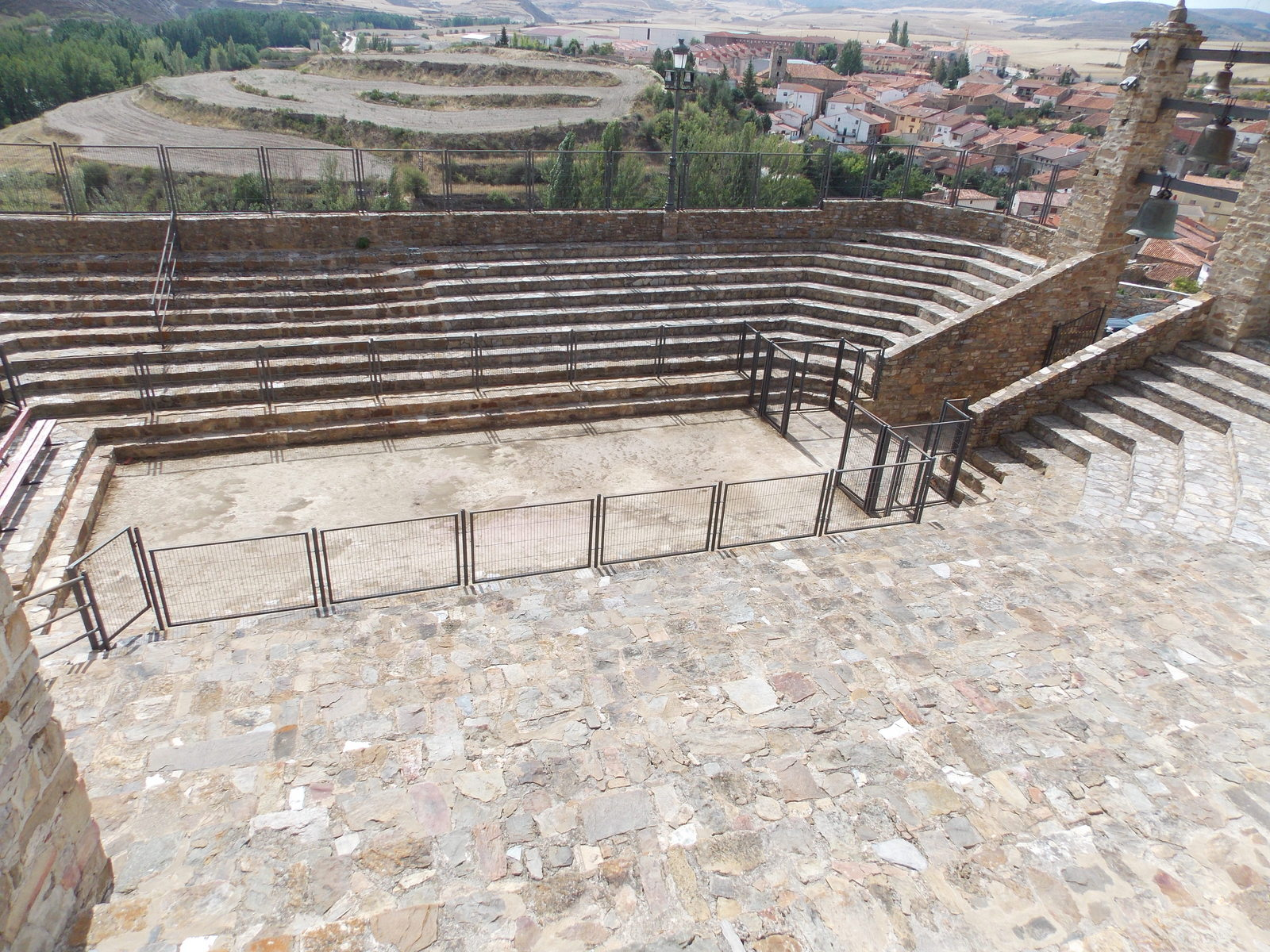
Recinto donde se realiza el paso del fuego. El pueblo de San Pedro Manrique al fondo.
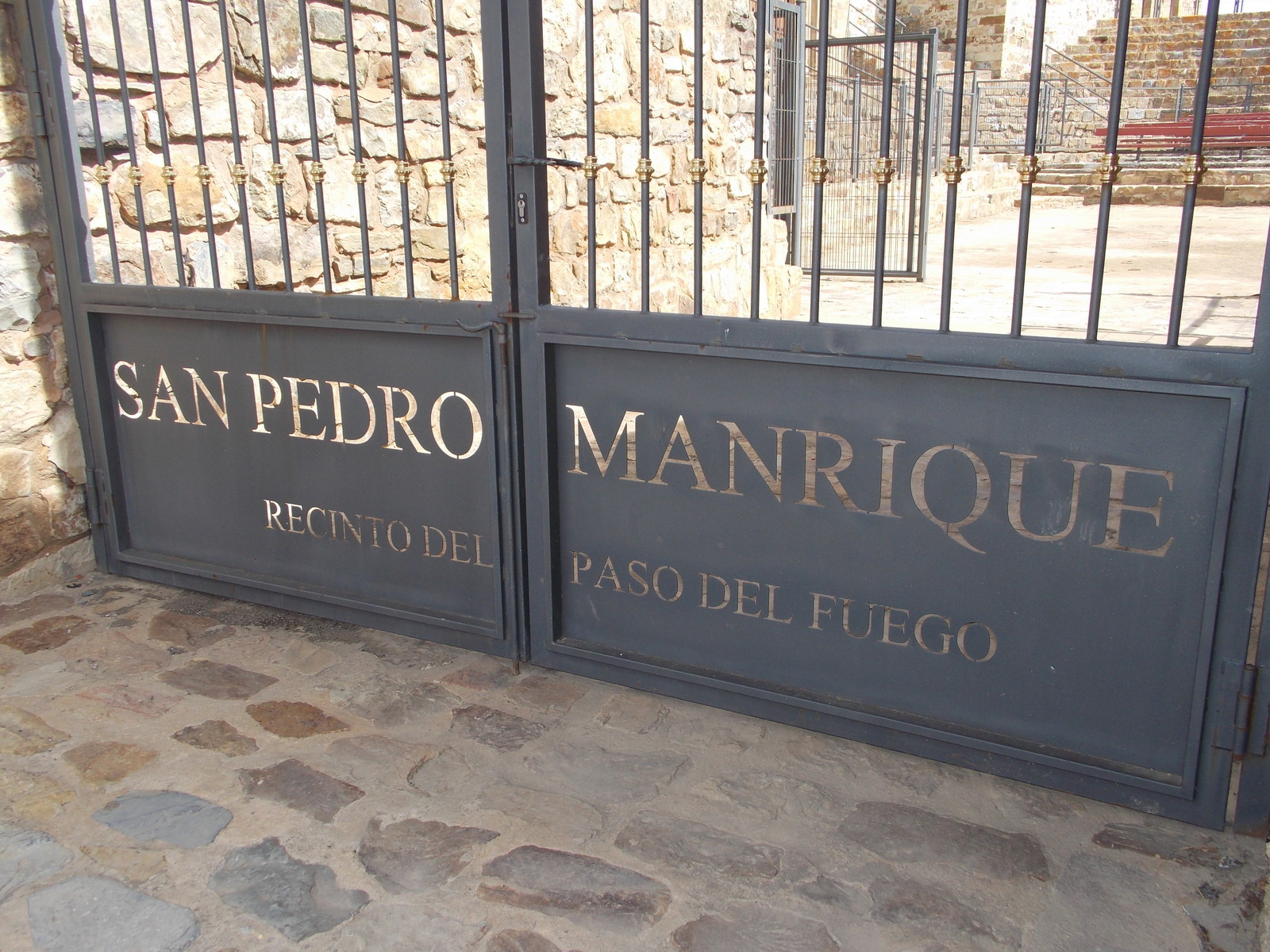
Puerta de acceso al recinto del paso del fuego.
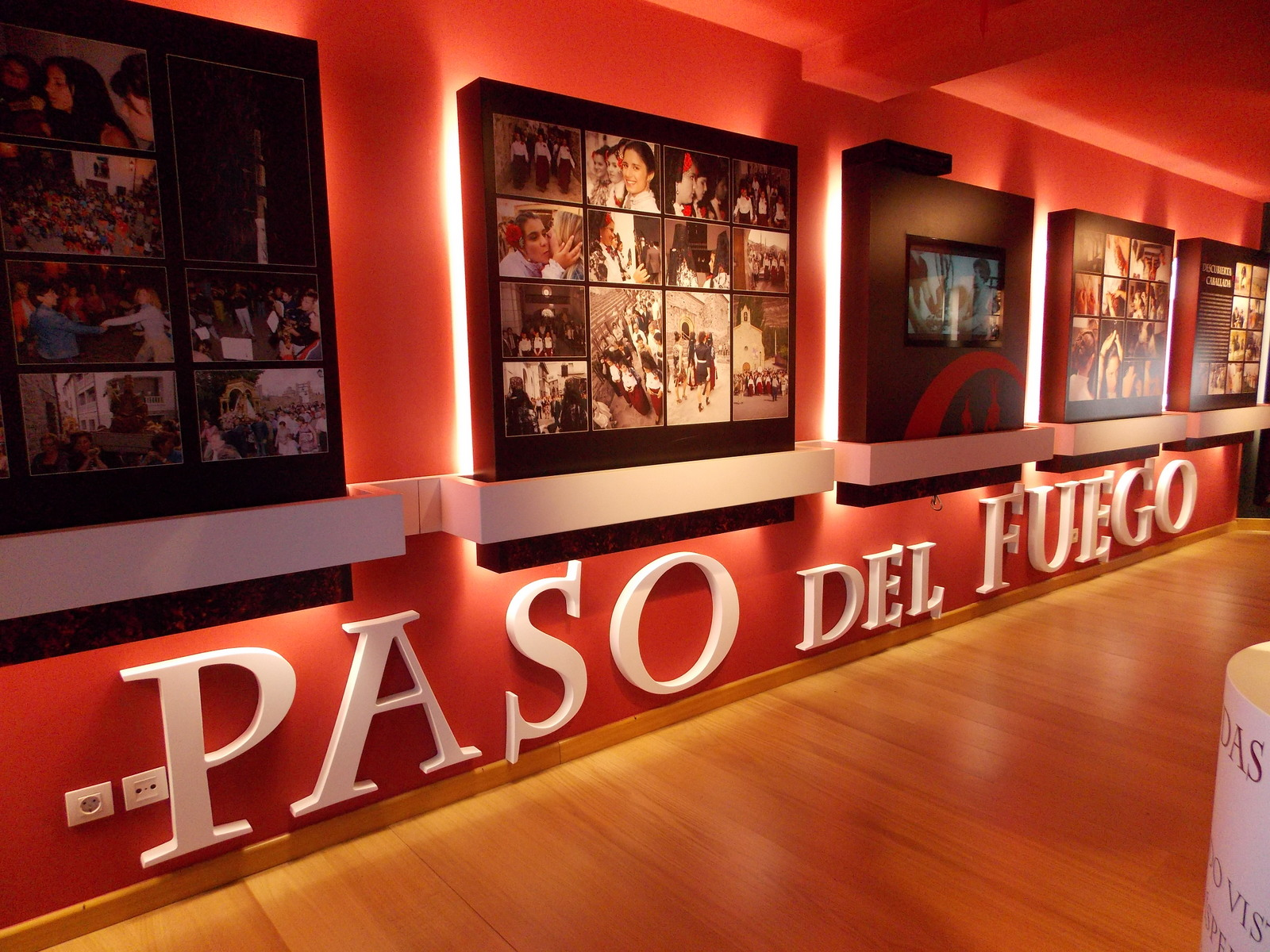
Museo del paso del fuego en San Pedro Manrique.